# Dagobert von Vegesack
Dagobert Roderich Achilles von Vegesack (* 14. Januar 1769 in Wismar, Mecklenburg, Königreich Schweden; †  17. Juni 1850 in Oliva bei Danzig, Provinz Preußen) war ein preußischer Major, sowie Resident und Polizeipräsident in Danzig.

## Leben
Der Vater Friedrich von Vegesack war deutschbaltischer Offizier und Unternehmer in Wismar und Stockholm, die Mutter Sophia Magdalena eine Tochter des mecklenburgischen Gutsbesitzers Ernst Ludwig von Blücher.
Dagobert von Vegesack schlug eine Offizierslaufbahn in der preußischen Armee ein und gehörte zeitweise zu einem Regiment bei Marienburg in Westpreußen. Er beendete die militärische Karriere als Major.
1807 wurde er als preußischer Resident (Gesandter) nach Danzig geschickt, das von französischen Truppen erobert worden war. Von dort schrieb er auch Berichte an das Außenministerium in Berlin.
1814 wurde Dagobert von Vegesack Polizeipräsident in der wieder preußischen Stadt. Unter seiner Leitung wurden Veränderungen in der Struktur der dortigen Polizeibehörde vorgenommen. 1834 ging er in den Ruhestand.
Dagobert von Vegesack wohnte in Danzig in der Frauengasse 11 (1807–1814) und in der Langgasse 537 (1814–1840), danach im ehemaligen Äbtepalast in Oliva.
Er war mit Johanna Friederike Lesser verheiratet. Söhne waren
- Achilles Caesar von Vegesack (1809–1850), Kammergerichts-Assessor
- Ernst Bruno von Vegesack (1816–1854/57), preußischer Rittmeister der Kavallerie